# Rik Vandenberghe (bankier)
Rik Vandenberghe (Poperinge, 9 juni 1961) is een Belgisch bestuurder en voormalig bedrijfsleider en bankier. Van 2013 tot 2017 was hij CEO van de bank ING België en van 2017 tot 2021 van bouwbedrijf BESIX.

## Levensloop

### ING
Rik Vandenberghe studeerde handelsingenieur aan de Katholieke Universiteit Leuven en ging in 1984 als managementtrainee bij de Bank Brussel Lambert (BBL) aan de slag. Twee jaar later werd hij er kantoordirecteur. In 1992 werd hij accountmanager voor de euro in de zetel Brussel. Daarna werkte hij achtereenvolgens voor de vastgoedtak, de divisie corporate banking en als regional manager wholesale voor de zetel Brussel. Eind jaren 1990 werd de BBL door ING Groep overgenomen.
In 2007 werd hij CEO van ING Luxemburg. In maart 2013 werd hij lid van het directiecomité van ING België en in mei 2013 werd hij er CEO in navolging van Ralph Hamers, die CEO van de ING Groep werd. In januari 2015 werd Vandenberghe voorzitter van Febelfin, de werkgevers- en belangenorganisatie voor de financiële sector. In oktober 2016 kondigde de directie van ING België een herstructurering van de bank aan, waarbij 3.500 banen zouden verdwijnen en 600 kantoren sluiten.

### Overige activiteiten
In februari 2017 verliet Vandenberghe ING onverwachts en werd hij in navolging van hoofdaandeelhouder Johan Beerlandt CEO van bouwbedrijf BESIX. Hij verliet ING België in volle herstructurering, die hij enkele maanden eerder zelf aankondigde. Als CEO van ING België volgde Erik Van Den Eynden hem op en als voorzitter van Febelfin KBC-topman Johan Thijs. In mei 2021 stopte hij als CEO van BESIX. Hij werd vervolgens adviseur en bestuurder van de bouwonderneming. In juni 2023 stopte zijn bestuursmandaat bij BESIX.
Begin 2022 werd hij adviseur van studentenhuisvestingverhuurder Xior Eind 2021 werd hij reeds medeoprichter en aandeelhouder van vastgoedinvesteerder Next Day Capital.
Sinds april 2019 is Vandenberghe in opvolging van Mark Duyck voorzitter van de raad van bestuur van vastgoedbedrijf Warehouses De Pauw.